# 习近平新时代中国特色社会主义思想概论
《习近平新时代中国特色社会主义思想概论》是中华人民共和国高等院校学生的一门政治课，也是这门课所使用的教材的名称，内容是修读关于中共中央总书记习近平的政治思想。

## 历史
2021年，国家教材委员会制定了《习近平新时代中国特色社会主义思想进课程教材指南》。
2023年，中共中央宣传部会同中华人民共和国教育部组织编写了《习近平新时代中国特色社会主义思想概论》，由高等教育出版社、人民出版社联合出版，同年8月28日在全国发行。全书由导论、17章主体内容和结语构成。